# Something or Nothing
«Something or Nothing» es una canción interpretada por la banda inglesa Uriah Heep. Fue publicada el 10 de mayo de 1974 como el sencillo principal de su álbum Wonderworld.

## Recepción de la crítica
Un escritor no especificado de la revista Cash Box declaró: “La instrumentación es excelente y las voces están realmente bien”.

## Lista de canciones
7-inch single – Bronze BRO 10
1. «Something or Nothing» – 2:55
2. «What Can I Do» – 3:12

## Posicionamiento
| Gráfica (1974)                      | Pico de posición |
| ----------------------------------- | ---------------- |
| Alemania (Offizielle Top 100)       | 45               |
| Finlandia (Suomen virallinen lista) | 25               |
| Noruega (VG-lista)                  | 6                |